# Hermann Beenken
Hermann Daniel Theodor Beenken (* 2. Februar 1896 in Bremen; † 6. April 1952 in Madrid) war ein deutscher Kunsthistoriker, Professor in Leipzig und Ordinarius in Aachen.

## Leben und Wirken
Hermann Beenken, der Sohn eines Kaufmanns, studierte nach seiner Schulzeit Kunstgeschichte in Freiburg im Breisgau und in München, wo er 1920 bei Heinrich Wölfflin mit dem Thema Das allgemeine Gestaltungsproblem in der Baukunst des deutschen Klassizismus zum Dr. phil. promoviert wurde. Anschließend wechselte er zu Wilhelm Pinder an das Institut für Kunstgeschichte der Universität Leipzig und verlagerte seinen Studienschwerpunkt auf die Bildhauerei des Mittelalters. 1922 habilitierte er sich mit dem Thema Die Rottweiler – Eine deutsche Bildhauerschule des 14. Jahrhunderts. Danach lehrte er an dieser Universität zunächst als Privatdozent. Von 1925 bis 1927 unternahm Beenken dann als Stipendiat eine Studienreise an das Kunsthistorische Institut in Florenz, wo er sich der Florentiner Architektur sowie besonders den Malern Masaccio und Masolino widmete. Nach seiner Rückkehr übernahm ihn die Universität Leipzig als jüngsten außerordentlichen Professor für Kunstgeschichte. Er arbeitete in Leipzig in enger Abstimmung mit Leo Bruhns und Theodor Hetzer zusammen.
In Leipzig befasste er sich u. a. mit Jan und Hubert van Eyck sowie mit Rogier van der Weyden. Bis 1938 lieferte sich Beenken dazu eine publizistische Kontroverse mit dem Kunsthistoriker Erwin Panofsky. Der Streit entbrannte über die bis heute ungeklärte Frage, welcher der van Eyck-Brüder die Urheberschaft für den Genter Altar besitzt. Panofsky kritisierte dabei Beenkens Art der Analysen des Werkes der Brüder van Eyck, und die Kontrahenten stritten öffentlich darüber, welche Methode der von Panofsky weiter entwickelten Ikonographie und Ikonologie die Originalität und Interpretation eines Kunstgegenstandes sicher beweisen könne.
Nach der Machtergreifung der Nationalsozialisten unterschrieb Beenken zum 11. November 1933 das Bekenntnis der deutschen Professoren zu Adolf Hitler. Im Lauf seiner Leipziger Zeit wurde er unter anderem 1933 Mitglied im NS-Lehrerbund. Er beantragte am 19. Dezember 1939 die Aufnahme in die NSDAP und wurde zum 1. Januar 1940 aufgenommen (Mitgliedsnummer 7.937.701), 1941 trat er noch dem NS-Dozentenbund bei. Ein kurz vor Kriegsende im April 1945 wegen offener Kritik an der SS durch seinen Kompaniechef eingeleitetes Kriegsgerichtsverfahren gegen Beenken wurde angesichts des bevorstehenden Kriegsendes nicht mehr durchgeführt. Mit dem 25. Juli 1946 wurde Beenken durch den Sonderausschuss der antifaschistischen Partei des Landes Sachsen rehabilitiert.
Im Jahr 1949 folgte Beenken, der sich mittlerweile der Baukunst und der Zeit der Romantik zugewandt hatte, einem Ruf an die RWTH Aachen, wo er als offizieller Nachfolger des von seinen Amtspflichten entbundenen und von Peter Mennicken vertretenen Johannes Christ den Lehrstuhl für Kunstgeschichte übertragen bekam. Seine Hauptarbeitsgebiete lagen dabei in den Bereichen stilkritischer Untersuchungen, der niederländischen und italienischen Malerei des 15. und 19. Jahrhunderts und „schöpferischer Bauideen der Romantik“. Dort war er seit 1948 Direktor der Sammlung Reiff-Museum. Am 6. April 1952 starb Beenken während einer Studienreise in Madrid.
Hermann Beenken zählt zu den bedeutendsten Mediävisten seiner Zeit und hatte maßgeblichen Anteil an einer neuen Historismus-Betrachtung. Er wies darauf hin, dass seine Untersuchungen sich im Gegensatz zu den meisten kunstgeschichtlichen Stiluntersuchungen nicht mit dem formalen Stil der Kunstwerke, wie sie noch zum Teil von Alois Riegl, August Schmarsow und Heinrich Wölfflin vertreten wurden, sondern mit der inneren Logik zwischen der Bedeutung eines Objektes und seiner äußeren Form auseinandersetzen. Er zeigte ferner, dass die Architektur ein guter Spiegel der Epoche oder ihrer Aufgaben sein kann, und dass sich die Baukunst des 19. Jahrhunderts noch einmal allen den Aufgaben gegenübersah, die auch die der vergangenen Zeitalter gewesen waren.
Ein Teil seines schriftlichen Nachlasses liegt im Deutschen Kunstarchiv im Germanischen Nationalmuseum in Nürnberg.

## Veröffentlichungen (Auswahl)
- Bildwerke Westfalens, Bonn : F. Cohen, 1923
- Romanische Skulptur in Deutschland (11. u. 12. Jahrhundert), Leipzig : Klinkhardt & Biermann, 1924
- Bildwerke des Bamberger Domes aus dem 13. Jahrhundert, Bonn : F. Cohen, 1925, 1. Aufl., 1.–20. Tsd.
- Bildhauer des vierzehnten Jahrhunderts am Rhein und in Schwaben, Leipzig : Insel-Verlag, 1927
- Publikationen zum Entstehungsstreit um den Genter Altar:
  - Zur Entstehungsgeschichte des Genter Altars, Hubert und Jan van Eyck, H. Beenken, Wallraf-Richartz Jahrbuch (1933–34): 76–132.;
  - Genter Alter von van Eyck, erneut überprüft, H. Beenken, Burlington Magazine 63 (1933): 64–72;
  - Die „Friedsam-Verkündung“ und das Problem des Genter Altars, E. Panofsky, Art Bulletin 18 (1935): 432–73;
  - Der Stand des Hubert van Eyck Problems: Fragen um den Genter Altar, H. Beenken, Oud Holland 53 no. 1 (1936): 7–33;
  - Die Verkündigung des Petrus Christus im Metropolitan Museum und das Problem des Hubert van Eyck, H. Beenken, Art Bulletin 19 (Juni 1937): 220–41,
  - Mehr über die „Friedsam-Verkündung“ und das Problem des Genter Altars, E. Panofsky, Art Bulletin 20 (Dezember 1938): 419–42;
- Die Tympana von la Charité sur Loire, Cambridge, Mass.  : Harvard Univ. Press, 1928
- Der Meister von Naumburg, Berlin : Rembrandt-Verl., 1939
- Die Bildkunst des Frühmittelalters, in: Zeitschrift für deutsche Geisteswissenschaft 2, 1939/40, S. 28
- Die Todesvorstellung in der deutschen Kunst des 19. Jahrhunderts, in: Zeitschrift für deutsche Geisteswissenschaft 1, 1938/39, S. 56 ****
- Hubert und Jan van Eyck, München : Bruckmann, 1941; 2. Auflage ebenda 1943
- Das neunzehnte Jahrhundert in der deutschen Kunst, München : Bruckmann, 1944
- Rogier van der Weyden, München : Bruckmann, 1951
- Schöpferische Bauideen der deutschen Romantik, Mainz : Matthias-Grünewald-Verlag, 1952[3]